# 平滑弓果藤
平滑弓果藤（学名：Toxocarpus laevigatus）为夹竹桃科弓果藤属的植物，是中国的特有植物。分布在中国大陆的海南等地，多生长在密林中，目前尚未由人工引种栽培。
平滑弓果藤的藤可长5米，表面光滑。叶柄长1至1.5厘米。叶长椭圆形。约8至12.5厘米长，1.5至5.2厘米宽，表面光滑。